# 2 Originals of Yes
2 Originals of Yes ist eine Kompilation der Gruppe Yes und erschien 1973. Es handelt sich um eine Neuauflage und Neupressung der beiden Alben Yes und Time and a Word.

## Titelliste
1. Beyond And Before – 4:57
2. I See You – 6:52
3. Yesterday And Today – 2:51
4. Looking Around – 4:02
5. Harold Land – 5:45
6. Every Little Thing – 5:45
7. Sweetness – 4:33
8. Survival – 6:17
9. No Opportunity Necessary, No Experience Needed – 4:58
10. Then – 5:49
11. Everydays – 6:16
12. Sweet Dreams – 4:33
13. The Prophet – 6:35
14. Clear Days – 2:06
15. Astral Traveller – 5:53
16. Time And A Word – 4:22